# Gonny Gaakeer
 (février 2019).
Si vous disposez d'ouvrages ou d'articles de référence ou si vous connaissez des sites web de qualité traitant du thème abordé ici, merci de compléter l'article en donnant les références utiles à sa vérifiabilité et en les liant à la section « Notes et références ».
Gonny Gaakeer, née le 28 mai 1971 à Leeuwarden,, est une actrice néerlandaise.

## Filmographie

### Cinéma et téléfilms
- 1996 : De Zeemeerman (nl) : Deux rôles (Julie et Natasja)
- 1996 : Baantjer : Yvonne Huppel
- 1997 : All Stars (en) : Sipje
- 1997 : 12 steden, 13 ongelukken (nl) : Joyce
- 1997 : Lovely Liza (nl) : Liza
- 1997 : Bennie : Bennie
- 1999 : Un gamin : La gentille dame
- 2000 : Russen (nl) : Masha ten Hag
- 2001 : Saint Amour : Christine
- 2001 : Storm in mijn hoofd (nl) : Cordelia
- 2001 : Nynke : Sjoukje Oosterbaan
- 2002 : Schiet mij maar lek (nl) : Lennie
- 2002 : Intensive Care (nl) : Christa Oosterhoek
- 2002 : SamSam (nl)  : Dominique
- 2004-2005 : Het glazen huis (nl) : Suze Ligvoet
- 2005 : Flirt (nl) : Pien
- 2006 : Le Champion du siècle (Sportman van de Eeuw) de Mischa Alexander : La vielle Marietje
- 2007 : Dankert en Dankert (nl) : Karin, la procureur de la république
- 2008 : Snuf de hond in oorlogstijd (nl) : Maeve
- 2008 : Snuf de hond (nl) : Maeve
- 2009 : 13 in de oorlog (nl) : Thea de Vries
- 2010 : De Troon (nl) : Sophia
- 2010 : Sprakeloos (nl) : Judith
- 2010 : Verborgen verhalen (nl) : La mère de Nancy
- 2011 : De sterkste man van Nederland (nl) : Lydia
- 2012 : Flikken Maastricht : Marijke Scheffers
- 2012 : Moordvrouw : Mme Warmink
- 2012 : Mike dans tous ses états (De Groeten van Mike!) : La mère de Jeroens
- 2013 : Homunculus : Sophie
- 2013 : Speling van het Licht : Carolien
- 2013 : De jongen die dacht dat hij goed was zoals hij was : Jenny
- 2014 : Super ego : Masseurin Britt
- 2014 : Mord mit Aussicht (de) : Lieke van Uffelen
- 2015 : Jeuk (nl) : Gonny
- 2015 : Welkom Thuis : Monique
- 2015 : Meuchelbeck (de) : Linda
- 2015 : Blauw : Anna Grovers
- 2016 : Rentnercops (de) : Uschi Buck
- 2017 : De 12 van Oldenheim (nl) : Mme Schuitemaker
- 2017-2018 : Nieuwe tijden (nl) : Bernadette van Panhuys
- 2018 : Wij (nl) : Danielle, la mère de Femke
- 2019 : Women of the Night : Médecin légiste